# Arnaud Petit
Pour les articles homonymes, voir Petit.
Pas d'image ? Cliquez ici
Arnaud Petit, né le 17 février 1971 à Albertville, est un grimpeur français. Il est connu pour ses expéditions souvent partagées avec sa femme Stéphanie Bodet qui sont souvent le sujet de reportages.

## Biographie
Il a grandi à Albertville, dans une famille passionnée de montagne ; son frère François est également champion d'escalade. Après une maîtrise de physique, il arrête ses études avant l'agrégation pour se consacrer à la compétition.

## Palmarès

### Championnats du monde
- 1995 à Genève,  Suisse
  -  Médaille d'argent en difficulté

### Coupe du monde d'escalade
- 1996
  -  Médaille d'or en difficulté

### Championnats d'Europe
- 1996 à Paris,  France
  -  Médaille d'or en difficulté

## Expéditions
- Rainbow Jambaia au Salto Angel, deuxième ascension. Le film Amazonian Vertigo est tiré de cette ascension[3].

## Sponsors
- Il est sponsorisé par Petzl[1], Lafuma, Patagonia

## Livres
- Parois de Légende, Les plus belles escalades autour du monde, en 2005, édité par Glénat  (ISBN 9782723442589)[4]
- Parois de légende, Les plus belles escalades d'Europe, avec Stéphanie Bodet en 2006, édité par Glénat,  (ISBN 2-7234-5511-4)[5]
- Parois de Légende, en 2011, avec Stéphanie Bodet, édité par Glénat  (ISBN 9782723483285)[6]

## Films
- Autour de Babel Octobre 2008 : l'histoire d'une ouverture exceptionnelle à Taghia, film de  Fred Ripert avec Arnaud Petit, Stéphanie Bodet, Nicolas Kalisz et Titi Gentet. Prix de la première réalisation au Festival d'Autrans en 2008. 'Diable d'or, catégorie montagne au festival des Diablerets.
- Tough Enough 2009: Reportage sur l'escalade en libre de la voie du même nom à Madagascar.